# Тово ди Сант'Агата
То̀во ди Сант'А̀гата (на италиански: Tovo di Sant'Agata, на западноломбардски: Tuf, Туф) е село и община в Северна Италия, провинция Сондрио, регион Ломбардия. Разположено е на 531 m надморска височина. Населението на общината е 630 души (към 2010 г.).